# Tornike Szengelia
Tornike Szengelia (gruz. თორნიკე შენგელია; ur. 5 października 1991) – gruziński koszykarz, grający na pozycji niskiego skrzydłowego lub silnego skrzydłowego, aktualnie zawodnik FC Barcelona Bàsquet, syn byłego zawodnika Zepteru Śląsk Wrocław - Kachy Szengelii.

## Kariera klubowa
Tornike został wybrany w drafcie NBA w 2012 roku przez Philadelphia 76ers. Następnie został oddany do Brooklyn Nets. W lidze letniej średnio zdobywał 10,2 punktów na mecz i 3,6 zbiórek. Po dobrych meczach z Philadelphią (17 punktów, 6 zbiórek i 2 asysty) i Indiana Pacers (16 punktów, 4 przechwyty i 3 bloki) trener Avery Johnson w wywiadzie z New York Post pochwalił Gruzina.
24 lipca 2012 roku podpisał dwuletnią umowę z Nets.
W trakcie pobytu w Nets wielokrotnie był wysyłany do drużyny Springfield Armor, partnera Nets z D-League.
21 stycznia 2014 został wytransferowany do Chicago Bulls w zamian za Marquisa Teague. 14 kwietnia 2014 został zwolniony przez Bulls.
15 czerwca 2020 został zawodnikiem rosyjskiego CSKA Moskwa. 26 lutego 2022 roku po rozpoczęciu Inwazji Rosji na Ukrainę Szengelia wyjechał z Mokswy. Na początku marca CSKA Moskwa postanowił w związku z tym rozwiązać jego kontrakt, który miał ważność do czerwca 2023 roku.
7 marca 2022 roku został nowym zawodnikiem Virtus Bolonia. W swoim debiutanckim sezonie Szengelia wraz z drużyną zwyciężył w rozgrywkach Eurocup, dzięki czemu zakwalifikowali się do rozgrywek Euroligi w sezonie 2022/23. W pierwszym sezonie w Eurolidze, Virtus Bolonia zajęła 14 miejsce w sezonie zasadniczym i nie zakwalifikowała się do fazy play-off. W wrześniu 2023 zdobył Superpuchar Włoch po zwycięstwie 97-60 z Germanią Brescia, a Szengelia został MVP meczu. W sezonie 2024/25 odniósł największy sukces w trakcie swojej gry w Virtus Bolonia, kiedy to zdobył mistrzostwo Włoch pokonując Germanii Brescia w finale fazy play-off, której został MVP.
Po zakończeniu sezonu 2024/25 został zawodnikiem FC Barcelony, z którą podpisał kontrakt do czerwca 2028 roku. 

## Osiągnięcia
Stan na 10 listopada 2020, na podstawie, o ile nie zaznaczono inaczej.

### Drużynowe
- Mistrz:
  - Eurocup (2010)
  - Hiszpanii (2019)
- Wicemistrz:
  - Hiszpanii (2018)
  - Belgii (2012)
  - Hiszpanii juniorów (2009)
- Brąz:
  - pucharu Hiszpanii (2016, 2017)
  - superpucharu Hiszpanii (2009, 2014, 2016)
- 4. miejsce w Eurolidze (2016)
- Finalista superpucharu:
  - Belgii (2011)
  - Hiszpanii (2018)

### Indywidualne
- MVP:
  - miesiąca:
    - Euroligi (marzec 2018)[21]
    - ligi Endesa (luty, marzec – 2020)

  - kolejki:
    - 14 i 24 Euroligi (2017/2018)
    - D-League (28.01.2013)
    - Ligi Endesa (5, 17 – 2017/2018, 8,22 – 2019/2020)
- Najbardziej spektakularny zawodnik ligi Endesa (2020)
- Zaliczony do:
  - I składu:
    - Euroligi (2018)
    - Ligi Endesa (2018)

  - II składu Ligi Endesa (2019, 2020[22])

### Reprezentacja
Seniorów
- Uczestnik mistrzostw Europy (2011 – 11. miejsce, 2015 – 15. miejsce, 2017 – 17. miejsce)

Młodzieżowe
- Mistrz Europy U–20 dywizji B (2011)
- Uczestnik mistrzostw Europy:
  - U–16 (2007 – 12. miejsce)
  - U–20 dywizji B (2009, 2010, 2011)
  - U–18 dywizji B (2008)
- MVP mistrzostw Europy U–20 dywizji B (2011)
- Lider strzelców Eurobasketu U–20 dywizji B (2011)